# Айвазян, Оганес Мнацаканович
Оганес (Ованес, Ованнес) Мнацаканович Айвазян (арм. Հովհաննես Մնացականի Այվազյան; род. 7 ноября 1947, Патара-Ханчали) — советский и армянский химик и редактор, доктор химических наук. Директор и главный редактор издательства «Армянская энциклопедия» (1999—н. в.).

## Биография
Родился 7 ноября 1947 года в селе Патара-Ханчали, Богдановский район, Грузинская ССР.
В 1966 году окончил Ереванский химико-технический техникум, в 1971 году — химико-технологический факультет Ереванского политехнического института.
В 1972—1974 годах работал в Горисском физико-техническом центре АН Армянской ССР, в 1974—1979 годах — в Институте экспериментальной биологии АН Армянской ССР.
В 1979 году защитил диссертацию по вопросу образования мицелл в водных растворах поверхностно-активных веществ и их физико-химических свойств и получил учёную степень кандидата химических наук.
В 1979—1999 годах являлся заместителем главного редактора Главной редакции Армянской энциклопедии (сейчас — издательство «Армянская энциклопедия»), с 1999 года — директор и главный редактор.
В 1998 году защитил диссертацию «История становления и развития армянской химической номинации» и получил учёную степень доктора химических наук.
Является членом бюро Отделения арменоведения и общественных наук Национальной академии наук Армении.

## Награды
- Золотая медаль Международного фонда Фритьофа Нансена (2002)[2].
- Золотая медаль Министерства культуры Армении (2012)[2].
- Золотая медаль Ереванского государственного университета (2017)[2].
- Медаль признательности[арм.] (Армения, 2017)[2].
- Медаль «Григор Нарекаци» (2017) от Министерства культуры Армении[2].
- Почётная грамота Национальной академии наук Армении (2017)[2].